# Élections législatives dominiquaises de 2019
Les élections législatives dominiquaises de 2019 ont lieu le 6 décembre  2019 sur l'île de Dominique afin de renouveler les 21 membres de son assemblée. Le Parti travailliste de la Dominique détient la majorité absolue dans l'assemblée sortante.
Les élections ont lieu dans un contexte de manifestations de grande ampleur à la suite du refus du gouvernement de mettre en œuvre une réforme électorale, conduisant à des accusations de fraude électorale de la part de l'opposition, tandis que le gouvernement accuse celle ci de chercher à provoquer une ingérence étrangère pour accéder au pouvoir.
Le parti travailliste remporte les élections avec une majorité élargie totalisant 18 sièges sur les 21 directement élus. Roosevelt Skerrit se maintient au poste de Premier ministre.

## Contexte

### Campagne
Au pouvoir depuis les élections de janvier 2000, le Parti travailliste est dirigé depuis celles de mai 2005 par le Premier ministre Roosevelt Skerrit. Ce dernier espère être reconduit pour un quatrième mandat, fort d'un bon bilan économique et de sa bonne gestion du passage de la tempête tropicale Erika en 2015 et de l’ouragan Maria en 2017. Le projet de construction d'un aéroport international financé par la Chine est également mis en avant,. Dans l'opposition, le Parti uni des travailleurs mené par Lennox Linton fait campagne sur la mise en place d'un salaire minimum d'un équivalent de 300 euros par mois et d'une augmentation des pensions, ainsi que sur le développement de l'écotourisme, de l'industrie locale et de l’agriculture. En cas d'accession au pouvoir, l'opposition promet également de limiter à deux le nombre de mandat d'un premier ministre.

### Demandes de réforme électorale
Lennox Linton accuse par ailleurs le gouvernement sortant d’empêcher la mise à jour des listes électorales et la création d'un système de carte d'électeur, recommandés par la CARICOM, l'OEA et le Commonwealth. Au cours d'une mission commune effectuée du 6 au 9 aout à la demande du gouvernement, ces organisations rendent public le même mois un rapport dans lequel elles estiment le système électoral trop facilement susceptible d'être dévoyé à des fins de fraude électorale,. Le système permet en effet de voter sur la seule base de la présence sur les listes du nom donné aux assesseurs lors de l'entrée dans le bureau de vote, sans vérification d'identité ni présentation d'une carte d'électeur. Or, ces listes contiennent une grande quantité de personnes décédées dont le nom n'aurait jamais été rayé, cette procédure nécessitant que la famille du défunt remplisse un formulaire dédié. De même, si les individus ayant quitté le pays depuis plus de cinq ans perdent théoriquement leur droit de vote, ce retrait n'est effectué qu'à leur propre demande. Le vote de la diaspora est notamment pointé du doigt, des électeurs ne retournant parfois sur l'île que pour y voter. Selon le Parti uni des travailleurs, un grand nombre d'entre eux ne le feraient qu'à la faveur d'un déplacement payé ouvertement par le parti au pouvoir, ce qu'il qualifie d'achat de voix,. Selon une enquête d'Al Jazeera, cette pratique serait financée par la vente de passeports diplomatiques, une pratique légale mais accusée de permettre à des criminels de s'acheter une immunité ; une accusation niée en bloc par le premier ministre. L’enquête révèle par ailleurs l'utilisation de ce procédé par le propre avocat de Lennox Linton, affaiblissant la campagne du candidat qui s'était depuis axée sur la lutte anticorruption.
Le rapport des trois organisations enjoint au gouvernement dominiquais de retirer les noms des personnes décédées ou rendues inéligibles, à instaurer un système de carte électorale munie de photo d'identité, et à revoir les conditions de résidence permettant de participer aux scrutins ainsi que leur application. Le gouvernement rejette cependant ces recommandations, les qualifiant de couteuses, inefficaces et impossibles à effectuer à temps pour les législatives, arguant que les règles actuelles sont en vigueur depuis l'indépendance du pays en 1978 et que des gouvernements du Parti travailliste comme du Parti uni des travailleurs ont été élus via leur application,. Le 5 novembre, Skerrit annonce la tenue du scrutin pour le 6 décembre suivant, le président Charles Savarin signant le lendemain la dissolution du parlement. La tenue du scrutin en décembre malgré une date limite constitutionnellement fixée en mars de l'année suivante correspond à une habitude institutionnelle du gouvernement depuis 2005.

### Montée des tensions

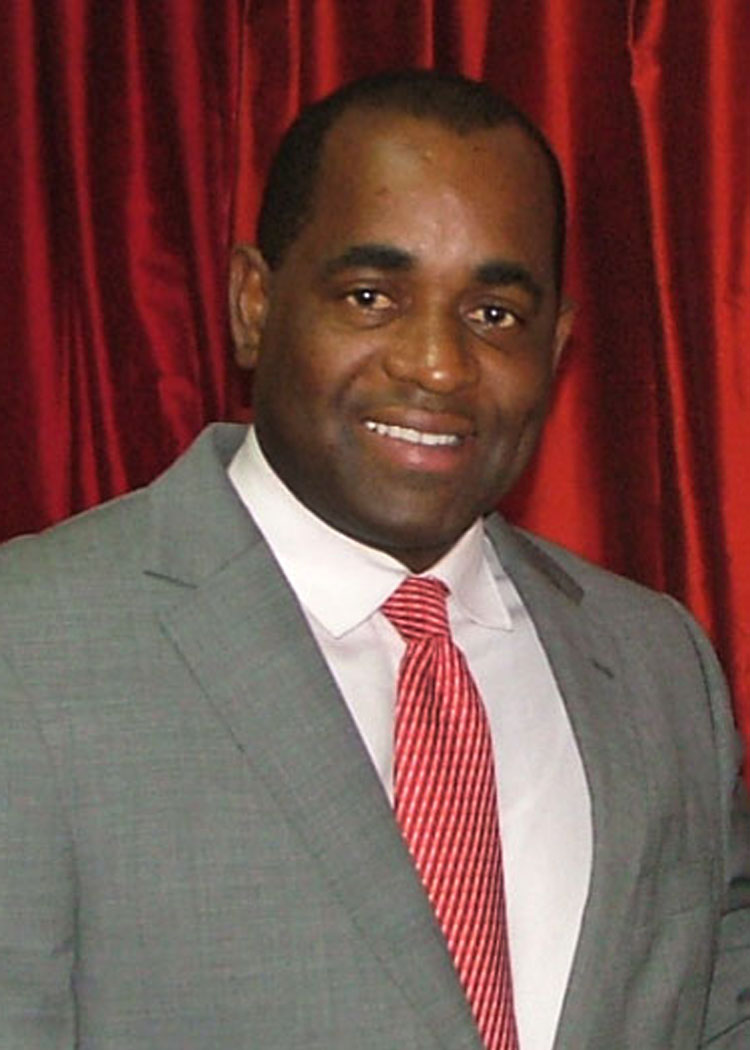
Le premier ministre travailliste Roosevelt Skerrit.

Le refus du parti travailliste de mettre en œuvre cette réforme électorale cristallise les tensions politiques qui couvent alors sur l'île depuis plusieurs années. L'opposition accuse le gouvernement de Roosevelt Skerrit d'être corrompu et de ne pas vouloir réformer le système électoral pour mieux pouvoir abuser de ses failles. Des manifestations de grande ampleur ont lieu dans le pays dans les mois qui suivent, aggravées à la mi-novembre par le refus du Premier ministre de rencontrer les représentants des manifestants venus exposer leurs griefs. Selon un sondage d'opinion conduit fin novembre, 72 % des Dominiquais seraient favorables à une réforme du système électoral, tandis que le parti uni des travailleurs mènerait dans 11 circonscriptions sur 21. Seuls le Parti travailliste (DLP) et le Parti uni des travailleurs (UWP) participent aux élections, le Parti de la liberté de la Dominique s'étant retiré au profit de l'UWP sur la décision de son dirigeant, Kent Vital.
Redoutant des fraudes visant à retourner l'issue d'un scrutin qu'elle ne juge pas libre et équitable, l'opposition tente sans succès de repousser l'organisation des législatives à février 2020 pour obliger le gouvernement à revenir sur sa décision et réformer le système. Une organisation de la société civile, le Mouvement des citoyens inquiets, dépose un recours en ce sens auprès de la Cour suprême, fort du soutien d'une pétition ayant recueilli les signatures de 4 700 personnes, soit un peu plus de 6 % du total des électeurs. La Cour juge cependant ne pas avoir le pouvoir d'influer sur la convocation des élections, cette prérogative appartenant au Premier ministre sur signature du président. 
De son côté, le gouvernement travailliste, membre de l’Alliance bolivarienne pour les Amériques (ALBA), accuse l'Organisation des États américains de tenter de s'immiscer dans le processus électoral, comme selon lui en Bolivie un mois plus tôt afin de provoquer un changement de gouvernement. Le premier ministre refuse par conséquent la présence d'une mission d'observation de l'OEA lors du scrutin, soutenu en cela par plusieurs chefs de gouvernements de la région. Le premier ministre de Saint-Vincent-et-les-Grenadines, Ralph Gonsalves qualifie ainsi l'organisation et ses dirigeants d'« ennemis des forces démocratiques et progressistes du continent ». Les observateurs de la Communauté caribéenne et du Commonwealth sont quant à eux autorisés à se déployer dans le pays et à rencontrer les différents acteurs politiques et membres de la société civiles. Roosevelt Skerrit qualifie les allégations de fraude électorale de mensonges, et accuse Lennox Linton de vouloir « un changement de gouvernement sans affronter d’élections ».
L'accroissement des tensions amène plusieurs gouvernements étrangers à déconseiller les déplacements sur l'île à leurs ressortissants, dont celui voisin français ainsi que ceux américains et canadiens,. Des forces de maintien de l'ordre du Système de Sécurité Régionale (RSS) en provenance de Barbade sont notamment déployées afin de faire face à la multiplication des incidents. Le blocage des principaux axes routiers par les manifestants conduit notamment à la fermeture d'écoles et à l'annulation des escales des avions et des bateaux de croisière jusqu'à la fin de la période électorale,.

## Mode de scrutin

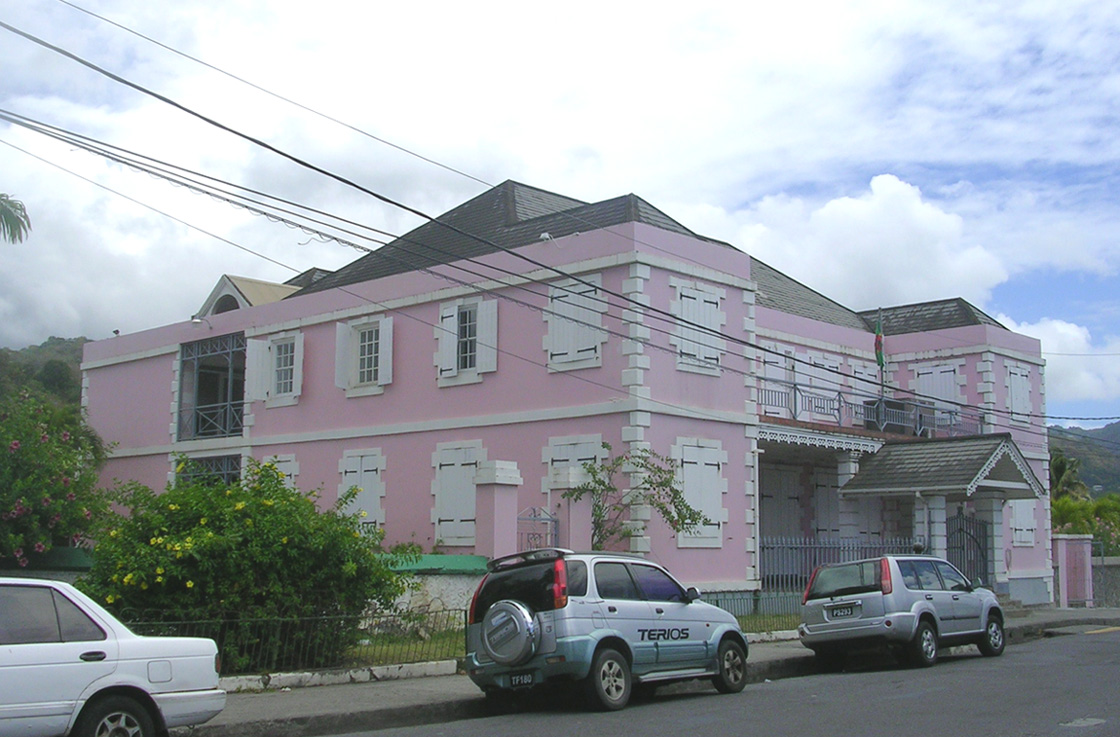
Bâtiment de l'assemblée à Roseau.

L'Assemblée de la Dominique est un parlement unicaméral composé de 30 à 32 sièges pourvus pour des mandats de cinq ans, dont 21 au suffrage direct au scrutin uninominal majoritaire à un tour dans autant de circonscriptions. Les députés élus décident par la suite du mode d'attribution des sièges des neuf autres membres. Ces derniers, dits sénateurs, sont soit élus au scrutin indirect par les députés, soit désignés par le président de la Dominique dont cinq sur recommandation du Premier ministre et quatre sur celle du chef de l'opposition. Enfin, les deux derniers sièges sont réservés ex officio au procureur général et au président de l'Assemblée s'ils ne sont pas issus des rangs des parlementaires. Alix Boyd Knights occupe le siège de présidente de l'assemblée ex officio depuis le 17 avril 2000.

## Forces en présence
| Parti | Parti                                                  | Idéologie                       | Chef de file      | Résultats en 2014          |
| ----- | ------------------------------------------------------ | ------------------------------- | ----------------- | -------------------------- |
|       | Parti travailliste Dominica Labour Party (DLP)         | Centre gauche Social-démocratie | Roosevelt Skerrit | 56,99 % des voix 15 sièges |
|       | Parti uni des travailleurs United Workers' Party (UWP) | Centre Centrisme                | Lennox Linton     | 42,92 % des voix 6 sièges  |

## Résultats
|                           |                            |        |               |      |        |               |  |  |  |
| Partis                    | Partis                     | Votes  | %             | +/–  | Sièges | +/–           |  |  |  |
|                           | Parti travailliste         | 23 643 | 59,01         | 1,96 | 18     | 3             |  |  |  |
|                           | Parti uni des travailleurs | 16 424 | 40,99         | 2,55 | 3      | 3             |  |  |  |
|                           | Sénateurs, membres nommés  |        |               |      | 9      | en stagnation |  |  |  |
|                           | Membres ex officio         | 2      | en stagnation |      |        |               |  |  |  |
|                           |                            |        |               |      |        |               |  |  |  |
| Votes valides             | Votes valides              | 40 067 | 98,30         |      |        |               |  |  |  |
| Votes blancs et invalides | Votes blancs et invalides  | 693    | 1,70          |      |        |               |  |  |  |
| Total                     | Total                      | 40 760 | 100           | -    | 32     | en stagnation |  |  |  |
| Abstention                | Abstention                 | 34 135 | 45,58         |      |        |               |  |  |  |
| Inscrits/Participation    | Inscrits/Participation     | 74 895 | 54,42         |      |        |               |  |  |  |

## Conséquences

Parti arrivé en tête par circonscription.

Le parti travailliste l'emporte dans 18 circonscriptions sur 21, augmentant ainsi de deux sièges sa majorité à l'assemblée et permettant à la formation d'être reconduite pour un cinquième mandat consécutif, un record sur l'île. Roosevelt Skerrit se maintient au poste de Premier ministre pour un quatrième mandat consécutif. Il appelle dès l'annonce des résultats ses opposants à « mettre fin à leurs comportements de ces dernières semaines, à reconnaitre le résultat des élections et à travailler pour la paix », assurant que son gouvernement poursuivra sa politique visant à consolider l'accès au logements, à l'éducation et à la santé tout en travaillant pour la paix et l'unité.
Un record de huit femmes sont élues députées, dont la femme du Premier ministre, Melissa Poppone-Skerrit, dans la circonscription de Roseau Central, ancien bastion du parti uni des travailleurs. Les observateurs internationaux, dont ceux de la Caricom conclu à la tenue d'un scrutin libre et représentatif de la volonté de la population de l'île. Après avoir prêté serment le 17 décembre, Roosevelt Skerrit forme dans la foulée son nouveau gouvernement qu'il intronise le jour même.